# Îlot de la Colombière
L'îlot de la Colombière, appartenant à l'archipel des Ébihens, se situe au nord de la pointe de Saint-Jacut-de-la-Mer. D'une superficie de 0,21 ha, il est orienté nord-sud et mesure environ 280 mètres de longueur pour 80 mètres dans sa plus grande largeur. Son point le plus haut est à 11 mètres au-dessus du niveau de la mer.
Il est accessible à pied à marée basse, via l'île principale de l'archipel, mais son accès est réglementé depuis les années 1980, une colonie de sternes ayant motivé la création d'une réserve ornithologique. L'association Bretagne vivante en assure le suivi ornithologique, le maintien et le renforcement des effectifs de la colonie de sternes pierregarin, caugek et de Dougall (les plus fragiles et les moins nombreux), présents sur l'île depuis la fin des années 1960.
L'îlot est classé en Zone de Protection Spéciale (ZPS) par le réseau Natura 2000 sur le no  de classement FR5310052.
La Colombière et la Grande Roche, ilot plus au sud, sont constitués d'un « granite de qualité soumis à l'extraction pendant plusieurs siècles » ; un « leucogranite, à dominante potassique » ; « granite à grain fin, légèrement bleuté dans les échantillons frais ».
L'exploitation se faisait dans l'estran ou au-dessus, par la méthode des coins ou par les grandes perforations à la barre à mine. Les fragments de taille abandonnés se sont accumulés en galets et ont formé un platier. Les  ruines du bâtiment servant d'hébergement et de forge aux carriers sont visibles au sommet de l'île.
Il est très probable qu'au XIVe siècle l'essentiel du donjon du fort-la-Latte ait été construit de ce matériau. Il n'y a pas de doute en tout cas, selon les archives, pour la tour de l'île des Ébihens de 1694 à 1697, associé au granite des îles Chausey.
À partir de 1705, le sieur d'Atour, entrepreneur et architecte de Saint-Malo obtient des moines de l'abbaye de Saint-Jacut une concession d'exploitation pour cinquante ans : ce granite sera notamment employé pour la construction de la porte Saint-Vincent. Des procès naîtront après la mort dudit sieur en 1761 entre la ville et les moines à propos de cette exploitation.
En 1791, l'îlot est vendu pour 60 livres comme bien national.
Un autre document d'archive datant de 1849 atteste de la qualité du granite ; en comparaison de celui de Saint-Germain-de-la-Mer qui se brise à la mise en œuvre ; il s'impose malgré les contraintes d’approvisionnement bien plus fortes. Il s'agit de la construction d'un quai à Port-Nieux en La Fresnaye.
Dans la deuxième moitié du XIXe siècle, des autorisations sont accordées assorties de certaines réserves, liées à la sécurité de la navigation, ainsi l'arrêté du préfet du 12 juin 1865 impose une exploitation limitée et à partir du sud de l'île, préservant les points hauts de l'îlot servant d'amers. De 1889 à 1909, la société Batas Frères, créée dans ce but, exploite l'îlot pour les besoins de Saint-Malo.